# Adenanthellum
Adenanthellum é um género botânico pertencente à família Asteraceae. Trata-se de um género monotípico e a sua única espécie é Adenanthellum osmitoides. A espécie é originária da África do Sul.
Trata-se de um género reconhecido pelo sistema de classificação filogenética Angiosperm Phylogeny Website. Este sistema considera o género Adenanthemum B.Nord. (SUH) como sinónimo.

## Taxonomia
Adenanthellum osmitoides foi descrita por (Harv.) B.Nord. e publicada em Botaniska Notiser 132(2): 160 (1979).

## Sinonimia
- Adenanthemum osmitoides (Harv.) B.Nord.
- Chrysanthemum osmitoides Harv.[3]